# Thomas Georgi (Schauspieler)
Thomas Georgi (* 26. September 1981 in Salzgitter-Bad) ist ein deutscher Schauspieler.

## Leben
Thomas Georgi wuchs in Köln auf. Von 2000 bis 2004 absolvierte er ein Schauspielstudium an der Arturo Schauspielschule in Köln. 2005–2006 machte er an der Escola de Movimiento in Barcelona ein Zusatzstudium für Bewegung und Tanz. Außerdem besuchte er im weiteren Verlauf seiner Karriere einen Workshop zur Meisner Technique bei Hendrik Martz und Jim Walker und machte berufsbegleitend ein Aufbaustudium bei der Schauspielschule „Die Tankstelle“ (Sigrid Andersson) in Berlin.
Georgi spielte während seines Studiums an mehreren Kölner Bühnen wie dem Casamax Theater, dem Schauspiel Köln und dem Theater im Bauturm. 2004 trat er am Stadttheater Münster auf. 2005 gastierte er am Staatstheater Braunschweig als Peachum in Brecht/Weills Die Dreigroschenoper. Es folgten Engagements an weiteren Kölner Bühnen (Art Theater, Theater der Keller) und an verschiedenen Bühnen im Rheinland. In der Spielzeit 2007/08 gastierte er an der Comödie Bochum in der Screwball-Komödie Ganze Kerle! der kanadischen Autorin Kerry Renard. 2008 spielte er am Monsun-Theater in Hamburg.
Ab 2008 trat er hauptsächlich bei freien Bühnen und freien Theaterproduktionen in Berlin auf. Er spielte beim Hebbel am Ufer (HAU), am Tiyatrom, bei der „Theaterkapelle Berlin“ und seit 2010 regelmäßig am Theater unterm Dach. Er ist Gründungsmitglied des Berliner Theaterkollektivs „PortFolio.Inc“ mit zahlreichen Inszenierungen am Theater unterm Dach in Berlin. 2016 spielte er in der „PortFolio.Inc“-Produktion Die Menschenspielerin mit Zitaten von Anaïs Nin aus Gesprächen mit ihren Psychoanalytiker Otto Rank und ihrem Geliebten Henry Miller. In der Saison 2019/20 trat Georgi mit der Vaganten Bühne Berlin in der Produktion Menschen im Hotel im Savoy Hotel in Berlin auf.
Als freiberuflicher Schauspieler stand Georgi auch für Film- und Fernsehproduktionen vor der Kamera. Dabei drehte er u. a. unter der Regie von Carlo Rola, Nikolai Müllerschön, Cornelius Schwalm und Oliver Dommenget. In der 11. Staffel der ZDF-Serie SOKO Wismar (2019) übernahm er eine Episodenrolle als Privatdetektiv Till Bartels.
Georgi war außerdem als Werbedarsteller (Celebrations, GoYellow, Ramazzotti) und Hörspielsprecher (Nils Holgerson bei Audible) tätig. Er lebt in Berlin.

## Auszeichnungen
- 2019 wurde er für seine Hauptrolle des an einem Gehirntumor erkrankten Samuel in dem Science-Fiction-Film-Noir Nachtgleiter (Regie: Nico Nolan) als „Bester Schauspieler“ beim Noida International Filmfestival ausgezeichnet.[3][8]

## Filmografie (Auswahl)
- 2000: Der Himmel kann warten (Kinofilm)
- 2004: Alarm für Cobra 11 – Die Autobahnpolizei: Ohne Ausweg (Fernsehserie, eine Folge)
- 2008: Und Jimmy ging zum Regenbogen (Fernsehfilm)
- 2014: Ist doch nichts passiert (Kurzfilm)
- 2015: Nachtgleiter (Kurzfilm)
- 2016: Frauen (Kinofilm)
- 2016: Nebenbuhler (Kurzfilm)
- 2018: Triebe (Kurzfilm)
- 2018: Hotel Auschwitz (Kinofilm)
- 2019: SOKO Wismar: Tote Katze, toter Lehrer (Fernsehserie, eine Folge)
- 2024: SOKO Köln: Tanz oder gar nicht (Fernsehserie, eine Folge)